# Crabul Yeti
Crabul Yeti, pe numele său științific Kiwa hirsuta, este un crustaceu descoperit în anul 2005, în sudul Oceanului Pacific, în Insula Paștelui. Acesta face parte din familia galatheelor și are o lungime de circa 15 cm.
Ceea ce îl face cu adevărat neobișnuit este înfățișarea sa, cea care i-a și dat numele: pare să fie acoperit cu un soi de blăniță blondă. Crabul nu poate vedea, în locul ochilor având doar niște membrane.